# Dinne una per me
Dinne una per me è un film del 1959 diretto da Frank Tashlin.

## Trama
Padre Conroy è un sacerdote che esercita il suo ministero in una parrocchia in un quartiere di New York, e offre al suo prossimo comprensione e aiuto. Con l'aiuto dei giovani del quartiere sta preparando uno spettacolo di beneficenza a cui parteciperà anche Holly, una bella ragazza il cui genitore è ammalato di cuore. In cerca di un lavoro per poter aiutare il padre, Holly viene assunta come cantante nel night club di Tony Vincent, un giovanotto che ha fama di essere un playboy sempre a caccia di avventure.
Il padre di Holly si oppone all'iniziativa della figlia e, con l'aiuto di Padre Conroy, tenta di convincere la ragazza a lasciare il locale. Ma Holly, che inizialmente aveva respinto le avance di Tony, se ne innamora e non segue i consigli di Padre Conroy. Quest'ultimo organizza nuovamente uno spettacolo di beneficenza in TV e invita Vincent a parteciparvi, facendosi promettere però in cambio di lasciare in pace Holly. Tony accetta pensando che quello possa essere un salto di qualità per la sua carriera. Holly rimane stravolta e affranta da questa decisione di Tony. Padre Conroy si pente della sua iniziativa atta ad allontanare Holly da Tony, dal momento che Tony sembra essere radicalmente cambiato nel suo modo di essere ed evidenzia una spiccata serietà di propositi. Sarà lo stesso Padre Conroy a intercedere presso il padre di Holly perché acconsenta al matrimonio dei due, che convoleranno a giuste nozze.

## Curiosità
Il film è stato inserito in The Fifty Worst Films of All Time (I cinquanta peggiori film di tutti i tempi) di Harry Medved.